# Justa Montero
Justa Montero Corominas (Barcelona, 1955), activista feminista y social, experta en género y políticas de igualdad.

## Biografía
Justa Montero Corominas se matriculó en Ciencias Económicas por la Universidad Complutense de Madrid (UCM), es experta en género y políticas de igualdad por la Universidad Rey Juan Carlos de Madrid; y magíster en inmigración, refugio y relaciones intercomunitarias por la Universidad Autónoma de Madrid.

### Trayectoria activista
Participa activamente en el movimiento feminista desde 1973. Dirigente de la Liga Comunista Revolucionaria (LCR), concurrió como número 2 de la formación de cara a las elecciones municipales de 1979 en Madrid. Fue cofundadora de un Centro de Mujeres de Madrid, de la Comisión por el derecho al aborto, de la Asamblea feminista de Madrid, Es miembra de la coordinadora estatal de organizaciones feministas desde su origen en 1977 y de la plataforma de Mujeres ante el Congreso. Ha generado redes de mujeres y ha apostado siempre por la convergencia entre los diversos movimientos feministas y sociales, defendiendo la alianza entre movimiento feminista y LGTBI. Ha formado parte del patronato de la fundación FUHEM. En 2018 y 2019 fue vocera de la comisión del 8-M de Madrid.

### Trayectoria académica
Es docente en materias relacionadas con género y cooperación al desarrollo en cursos, seminarios y, en el máster de la Universidad Politécnica de Madrid Cooperación al desarrollo en asentamientos urbanos. Es codirectora del curso de Teorías feministas de la Universidad Autónoma de Madrid y docente en diversos cursos y másteres.

## Obras
Es autora de diversos artículos, publicaciones y ponencias sobre distintas temáticas entre otras: derechos sexuales y reproductivos, aborto, violencia machista, prostitución, trabajo; la transición y la constitución del 78, la crisis democrática; claves para un feminismo inclusivo: sexo, clase, etnia y género; resistencias feministas frente al neoliberalismo.
Ha colaborado en obras colectivas como:
- Las aspiraciones del movimiento feminista y la transición política. Justa Montero Corominas dentro de "El movimiento feminista en España en los años 70" Coordinado por Pilar González Ruiz, Carmen Martínez Ten, Purificación Gutiérrez López, 2009, ISBN 978-84-376-2578-2, págs. 275-281[18]
- Momentos singulares en la evolución del feminismo en el Estado español. Justa Montero Corominas. En "Transformaciones del trabajo desde una perspectiva feminista: producción, reproducción, deseo, consumo" Coordinada por Matxalen Legarreta Iza, Débora Ávila Cantos, Amaia Pérez Orozco, 2006, ISBN 84-932873-6-9, págs. 159-172[19]

Colabora en periódico digitales como viento sur, Rebelión.org, Eldiario.es o Diagonal, con artículos como:
- Acabar con la violencia machista[23]
- Hacia una redefinición de nuestra vida en común[24]
- La lucha feminista en la transición[25]

## Premios y reconocimientos
- 2014 Premio Aleas Izquierda Unida al activismo en la categoría de feminismos.
- En 2020 recibió el reconocimiento de toda una vida de activismo, otorgado por el Ministerio de Igualdad, con motivo del Día Internacional para la Eliminación de la Violencia contra las Mujeres.[26]